# Clemens August von Haxthausen

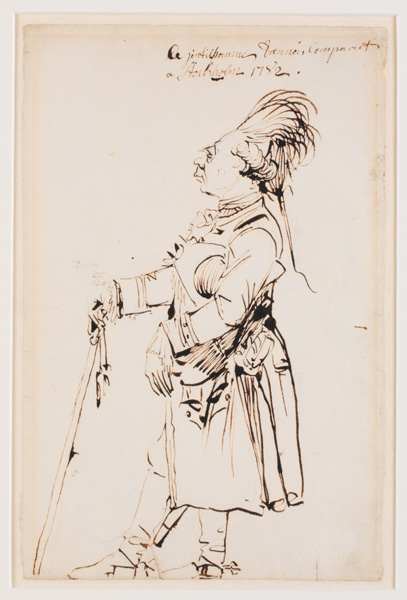
Baron Clemens August von Haxthausen in Stockholm. 1782 (Zeichnung von Johan Tobias Sergel)

Clemens August von Haxthausen (* 12. Dezember 1738 in Oldenburg; † 29. Januar 1793 in Kopenhagen) war ein königlich-dänischer General der Infanterie und zweimal Chef des Oldenburger Infanterie-Regiments sowie Ritter des Dannebrogordens.

## Leben
Seine Eltern waren der Generalleutnant und Geheimrat Christian Friedrich von Haxthausen (* 1690; † 26. Dezember 1740) und dessen Ehefrau 'Margrethe Hedwig Juel (* 1702; † 19. Februar 1752). Der Minister Gregers Kristian von Haxthausen war sein Bruder. Siehe von Haxthausen. 
Er wurde am 2. Juni 1757 Fähnrich der Leibgarde zu Fuß, am 29. Oktober 1757 wurde er bereits Sekondeleutnant und am 26. März 1760 wurde er Hauptmann. Am 16. Oktober 1763 wurden das Grenadier-Korps und die Leibgarde zu Fuß reorganisiert und daraus ein Garde-Bataillon und ein dänisches Leibregiment gebildet. Haxthausen erhielt dabei die Stelle eines Hauptmanns und Kompaniechefs im Dänischen Leibregiment. Er wechselte am 6. Dezember 1763 als Hauptmann in die kombinierte Garde-Kavallerie und zu Fuß, zudem wurde er 1766 dänischer Kammerherr. Die Garde wurde am 13. Februar 1765 zunächst wieder abgetrennt, aber am 11. April 1767 wurde die Trennung wieder aufgehoben. Haxthausen wurde am 5. Februar 1768 Oberstleutnant im Regiment des Kronprinzen Friedrich, am 21. Juni 1769 Premier-Major und Kommandeur der Leibgarde zu Fuß und am 7. März 1770 Oberst der Infanterie.
Am 23. Dezember 1771 wurde die Garde durch eine Anweisung des Kabinetts unter Struensee aufgelöst, aber schon am 17. Januar 1772 nach dem Sturz des Kabinetts wieder hergestellt. Haxthausen wurde am 25. März 1773 wieder Kommandeur der neuen Garde und am 4. August 1773 erhielt er zusätzlich das Oldenburger Regiment. Im Jahr darauf 1774 erhielt er den Danebrogorden (weißer Ritter). Am 1. Juli 1774 gab er das Oldenburger Regiment wieder ab und wurde am 2. Januar 1777 zum Generalmajor befördert. Am 7. Januar 1785 gab er nun die Garde ab und erhielt wieder das Oldenburger Regiment, wurde aber zugleich Kommandant von Kopenhagen. Er gab am 3. Februar das Kommando über das Seeländische Regiment an dem Oberstleutnant Leth ab, wofür er eine Entschädigung von 300 Talern erhielt. Am 13. November 1789 erhielt er noch seine Beförderung zum General der Infanterie. Er starb am 29. Januar 1793.

## Familie
Er war mehrfach verheiratet. Seine erste Frau wurde am 20. September 1765 Charlotte Amalie von Wedel-Jarlsberg (* 27. Juli 1749; † 29. November 1771). Sie war die Tochter des Geheimrats Friedrich Wilhelm von Wedel-Jarlsberg. Nach dem Tod seiner ersten Frau heiratete er am 24. August 1774 Dorothea Sophie von Schack-Rathlau (* 25. Juli 1757; † 11. Januar 1778), die Tochter des Ministers Otto von Schack-Rathlau. Kurz vor seinem Tod heiratete er am 22. Juni 1792 Christine Caroline von Holstein-Ledreborg (* 28. Februar 1772; † 11. Dezember 1852). Sie war die Tochter des Grafen Christian Friedrich von Holstein-Ledreborg und dessen zweiter Ehefrau Charlotte Elisabeth von Inhausen und Knyphausen.
Die Witwe heiratete am 21. Juni 1794 den dänischen Geheimrat Friedrich Christian August von Roepstorff (* 3. Mai 1768).